# William Talbot
William Talbot, 1. hrabia Talbot (ur. 16 maja 1710 w Worcester, zm. 27 kwietnia 1782 w Lincoln Inn Fields) – brytyjski arystokrata i polityk.
Był synem Charlesa Talbota, 1. barona Talbot. W latach 1725–1728 kształcił się w Eton College. W 1736 r. uzyskał tytuł doktora prawa cywilnego. W latach 1734–1737 zasiadał w Izbie Gmin jako reprezentant okręgu Glamorganshire. Po śmierci ojca w 1737 r. odziedziczył tytuł 2. barona Talbot i zasiadł w Izbie Lordów.
Podczas koronacji króla Jerzego III lord Talbot był Lordem Wielkim Stewardem. W tym samym roku został członkiem Tajnej Rady i otrzymał tytuł 1. hrabiego Talbot. W latach 1761–1782 był także Lordem Stewartem. Nie miał synów więc w 1780 r. otrzymał tytuł 1. barona Dynevor, który mógł być dziedziczony przez jego jedyne dziecko, córkę Cecil.
Żoną Talbota była Mary de Cardonnel, córka i dziedziczka Adama de Cardonnela, sekretarza księcia Marlborough. Ich ślub odbył się 21 lutego 1733 r. w kościele św. Jerzego przy Hanover Square. Lord Talbot zmarł w 1782 r. Tytuł barona Dynevor odziedziczyła jego córka. Tytuł hrabiego Talbot wygasł wraz z jego śmiercią. Tytuł barona natomiast odziedziczył jego kuzyn.